# セントルシア自由党
セントルシア自由党（セントルシアじゆうとう、英語: Saint Lucia Freedom Party）は、セントルシアの政党。人権派法律家のマルティヌス・フランソワ（Martinus Francois）が党首を務めた。2001年セントルシア総選挙に参加したが、得票数が18票しかなく議席を得られなかった。